# Megachile simplicipes
Megachile simplicipes là một loài Hymenoptera trong họ Megachilidae. Loài này được Friese mô tả khoa học năm 1921.